# لوپبورگ
لوپبورگ (به آلمانی: Lupburg) یک شهر در آلمان است که در Neumarkt واقع شده‌است. لوپبورگ ۲٬۳۷۴ نفر جمعیت دارد.